# 敘利亞刺鯿
敘利亞刺鯿（学名：Acanthobrama marmid）為輻鰭魚綱鯉形目雅羅魚科的其中一種，分布於亞洲底格里斯河、幼發拉底河及奧龍特河流域，棲息在淡水或半鹹水中底層水域，體長可達29公分，生活習性不明。

## 扩展阅读
維基物種上的相關：敘利亞刺鯿